# Лейн, Эдвард Уильям
Эдвард Уильям Лейн (англ. Edward William Lane; 17 сентября 1801, Херефорд — 10 августа 1876, Уэртинг) — британский филолог, историк-востоковед, переводчик, путешественник. Известен своим переводом сказок «Тысяча и одна ночь», которые привёл в соответствие с «викторианской моралью». В Каире был известен под именем Мансур-эфенди.

## Биография
Поездка в Египет в 1825 году, предпринятая им с целью поправить здоровье, ознаменовала начало выдающейся научной карьеры. За три года составил детальное описание Египта, содержавшее более 100 рисунков. Провёл 32 дня в комплексе пирамид Гизы и 15 дней в Долине царей, составляя подробные записи и зарисовки.
Во время следующих двух посещений, в 1833—1835 и 1842—1849 годах, собрал материал для своего всемирно известного труда «Нравы и обычаи современных египтян» («Account of Manners and Customs of the Modern Egyptians», 1836), перевода «Тысячи и одной ночи» («Arabian Nights», 1838—1840), а также англо-арабского словаря («An Arabic-English Lexicon», 1863—1896). Работа, которую он рассматривал как программную, «Описание Египта» («Description of Egypt»), была издана только в 2000 году.

## Издания на русском языке
- Нравы и обычаи египтян в первой половине XIX века. — М., 1982.
- Арабский мир в эпоху «Тысячи и одной ночи». — М., 2009.